# Monstres de Final Fantasy
Liste de monstres de Final Fantasy

## Ennemis récurrents

### Adamankhélone
Comme beaucoup d'ennemis, l'Adamankhélone ne porte pas toujours le même nom selon les épisodes de Final Fantasy. Il s'agit en fait d'un monstre ayant l'apparence d'une tortue géante, de la race des khéloniens et possédant une défense physique plutôt exceptionnelle. Appelé Adamantaimai dans Final Fantasy VII, il porte le nom d'Ao dans Final Fantasy VIII et Final Fantasy IX et d'Adamankhélone dans Final Fantasy X. De nombreux khéloniens existent également dans le monde de Final Fantasy XII.
Croisé dans :
- Final Fantasy II (Glacier) ;
- Final Fantasy III (sous forme de la Tortue de Terre, le premier boss) ;
- Final Fantasy IV (Antre du Fourmilion, Mont Hobs, Ruines Lunaires) ;
- Final Fantasy V ;
- Final Fantasy VII (Plages de Utai) ;
- Final Fantasy VIII (Plages de Dollet) ;
- Final Fantasy IX (près du Château d'Ypsen) ;
- Final Fantasy X (Sin, Ruines d'Oméga, Ruines de Zanarkand) ;
- Final Fantasy XII (Plaines de Giza, Plateaux de Cérobi) ;
- Final Fantasy XIII (Gran Pulse).

### Ahriman
Ennemi qui apparaît tant comme boss (Final Fantasy I, III, XII) que comme simple monstre (Final Fantasy IV, VI, VII, IX, X), cet "œil flottant", dont le nom en français est parfois Allemagne, est un démon capable de retourner la situation d'un combat rapidement à son avantage. Il dispose de capacités pouvant infliger diverses altérations d'état, notamment la cécité et la folie, et est surtout capable de lancer le sort Hadès qui met immédiatement KO un personnage. Ce monstre apparaît aussi dans le saga Final Fantasy Tactics et est plus d'apparence "fantomatique" dans Final Fantasy XII. Dans Final Fantasy XIV, il apparaît sous la forme du premier boss du donjon "La forteresse de Dzemael" et comme une monture pour le joueur.
Croisé dans :
- Final Fantasy I (Dawn of Souls) ;
- Final Fantasy III (Monde des Ténèbres) ;
- Final Fantasy IV sous le nom d'Allemagne (Cœur de la Lune), de Bloody Red (Caverne du roi des invocations) et d'Œil Flottant (Royaume de Baron) ;
- Final Fantasy VI (Tour de Kefka) ;
- Final Fantasy VII (Cratère Nord) ;
- Final Fantasy IX (Château d'Ypsen) ;
- Final Fantasy X (Ruines de Zanarkand, Mont Gagazet) ;
- Final Fantasy XII (Palais enfoui de Sohen) ;
- Final Fantasy XIV (Thanalan occidental, Forteresse de Dzemael).

### Béhémoth
Le Béhémoth est un ennemi récurrent de la série, qui apparaît généralement vers la fin du jeu, souvent dans le dernier donjon. Sa forme s'apparente à celle d'un immense lion avec de longues cornes, et dépourvu de poils sur le corps (en exceptant sa crinière). C'est un ennemi redoutable qui inflige des attaques surpuissantes, il est même parfois doté de la magie "Météore". Dans certains opus, il existe même une version encore plus puissante : le Roi Béhémoth (ou Mega Behemoth). Il est appelé Kanibal dans Final Fantasy VIII et Final Fantasy IX.
Croisé dans :
- Final Fantasy II (Colisée, région de Mysidia) ;
- Final Fantasy III (Temple du Temps, Sanctuaire des Anciens) ;
- Final Fantasy IV (Lune, Noyau de la Lune) ;
- Final Fantasy V (Néant) ;
- Final Fantasy VI (Tour de Kefka, Grotte du Veldt) ;
- Final Fantasy VII (Secteur 8 de Midgar, Grotte Nord) ;
- Final Fantasy VIII (Lunatic Pandora, boss Fabryce dans la citadelle d'Ultimecia, Région d'Esthar) ;
- Final Fantasy IX (Mémoria) ;
- Final Fantasy X (Mont Gagazet, Sin) ;
- Final Fantasy XII (Gilvégane, Bois des Charmes) ;
- Final Fantasy XIII (Ville de Cocoon, Gran Pulse) ;
- Final Fantasy XV (Duscae).

### Bombo
Les Bombos portent des noms divers selon l'épisode de Final Fantasy où on les trouve : Bombe dans Final Fantasy VII, Succube dans Final Fantasy VIII et Final Fantasy IX, Bombo dans Final Fantasy X, Final Fantasy XII et Final Fantasy XIII. Dans Final fantasy XIII, le type de monstre se décline en plusieurs autres version comme Cryoblaste ou Circuitron dont la nature élémentaire (en combat) est respectivement glace et foudre. C'est généralement ce dernier nom qui est cité en standard. Les bombos sont des sortes de boules de feu flottant dans les airs, et qui explosent généralement après un certain nombre d'attaques physiques à leur encontre. Il en suit alors de forts dégâts sur un personnage, ce que le joueur essaye généralement d'éviter. Une attaque magique à l'élément glace est vivement conseillée pour s'en débarrasser le plus vite possible.
Croisé dans :
- Final Fantasy IV (Mont Hobs) ;
- Final Fantasy V (Boss) ;
- Final Fantasy VII (Pont de Corel) ;
- Final Fantasy VIII (Mine de Soufre) ;
- Final Fantasy IX (Alexandrie) ;
- Final Fantasy X (Route de Mi'ihen) ;
- Final Fantasy XII (Passage de Barheim, Forêt de Salika) ;
- Final Fantasy XIII (Pic infâmes) ;
- Final Fantasy XIV.

### Flan
Les Flans sont des mollusques invertébrés. Il en existe de plusieurs couleurs selon les épisodes, mais ils sont généralement très résistants aux attaques physiques. Dans Final Fantasy VIII, leur nom est Incube, et dans Final Fantasy IX et Final Fantasy X on les appelle Flambos. Dans Final Fantasy X, ces monstres sont d'ailleurs accompagnés d'un nom d'élément qu'ils absorbent. Le nom vient de toute évidence du dessert homonyme.
Croisé dans :
- Final Fantasy VIII (Tombe du Roi Inconnu) ;
- Final Fantasy IX (Grotte des Glaces) ;
- Final Fantasy X (Île de Besaid, Plaine Félicité, Route de Mi'ihen, Lac Macalania, Route de Djose, Grotte du Mont Gagazet, Ruines de Zanarkand) ;
- Final Fantasy XII (Égouts de Garamsythe, Passage de Barheim).
- Final Fantasy XIII (Gran Pulse).

### Marsupial
À l'instar du Lycaon, le Marsupial est une sorte de félin. Particulièrement calme, il use de sorts pour combattre : il les invoque grâce à deux tentacules qui lui servent de moustache, et qu'il peut utiliser pour effectuer des attaques physiques. Parfois, il maîtrise une magie de pétrification appelée Blaster. Il apparaît généralement allongé à la manière d'un Sphynx. Dans Final Fantasy X, son nom est Couguar. Il est aussi nommé Cuahl dans Final Fantasy VII et Coeurl dans Final Fantasy XII.
Croisé dans :
- Final Fantasy VII (falaise Gaëa) ;
- Final Fantasy VIII (ville d'Esthar, Tears Point) ;
- Final Fantasy IX (palais Désert) ;
- Final Fantasy X (plaine Félicité) ;
- Final Fantasy XII (Landes de Tsita).

### Morbol
Le Morbol est généralement l'ennemi que l'on redoute de croiser. Monstre végétal possédant de courts tentacules et d'une bouche, doté d'une excellente capacité à exposer tous vos personnages à des altérations d'état négatives diverses, il est généralement gênant et peut faire d'un combat classique un véritable cauchemar. Monstre de base le plus périlleux à affronter dans Final Fantasy VIII, on le retrouve dans plusieurs épisodes sous différents noms : Malboro dans Final Fantasy VII, Xylomid dans Final Fantasy VIII, Final Fantasy IX et dans Final Fantasy X, et Morbol dans Final Fantasy XII.
Croisé dans :
- Final Fantasy IV (Cave Sylvestre) ;
- Final Fantasy VI (Tour de Kefka) ;
- Final Fantasy VII (Grotte Nord) ;
- Final Fantasy VIII (Grandes plaines d'Esthar) ;
- Final Fantasy IX (Pandemonium) ;
- Final Fantasy X (Plaine Félicité, Grotte du Priant Volé, Ruines d'Oméga) ;
- Final Fantasy XII (Mines de Henne, Jungle de Golmore, Bois des Charmes, Plateaux de Cérobi) ;
- Final Fantasy XIV (Forêt de l'Est, Forêt de Sombrelinceul) ;
- Final Fantasy XV (Boss).

### Ochu
L'Ochu est un monstre végétal possédant deux grands tentacules dont il se sert pour frapper ses ennemis et lui donner des altérations mentales diverses. Il dispose également d'attaques liées à l'élément Terre dont il n'hésite pas à faire usage. On le croise près des forêts et il possède un bon nombre de HP. Son nom est Trogiidae dans Final Fantasy VIII et Final Fantasy IX  et Otyugh (accompagné de ses rejetons Microtyugh et Picotyugh) dans Final Fantasy XIII.
Croisé dans :
- Final Fantasy VII (Battle Square du Gold Saucer) ;
- Final Fantasy VIII (Forêts des régions de Timber et de Galbadia, Île Paradisiaque) ;
- Final Fantasy IX (Passe de Condéa) ;
- Final Fantasy X (Route de Sélenos) ;
- Final Fantasy XIII (Plaine d'Archylte).

### Pampa
Le Pampa (appelé Sabotender dans la version japonaise et Cactuar dans la version anglaise) est un monstre qui a la forme d'un cactus vaguement humanoïde d'une cinquantaine de centimètres environ. Malgré son apparence inoffensive, ce sont souvent des adversaires redoutables, dotés d'attaques mortelles et quasi-insensibles aux attaques physiques et à la magie. Le Pampa est un monstre récurrent dans la série des Final Fantasy et il fait donc figure d'icône, au même titre que le Tomberry par exemple.
Il possède une technique nommée 1 000 Épines qui est en fait sa signature : cette attaque infligera toujours 1 000 HP de dégâts, pas plus pas moins, peu importe la défense de la cible.
C'est aussi une G-Force dans Final Fantasy VIII. Son invocation 1 000 Épines est très simple : Pampa apparaît du sol et s'élance dans les cieux, de là il entre en transe et projette des milliers d'épines sur tous les adversaires pouvant infliger jusqu'à 10 000 HP de dégâts.
Dans la version française de Final Fantasy VII, il se nomme Cactuaire, tandis que son attaque est nommée sous l'appellation 1 000 épingles. Notons cependant qu'il reste identique sur tout autre point.
Croisé dans :
- Final Fantasy VI (Monde des Ruines, Désert au sud de Maranda) ;
- Final Fantasy VII (Île Cactus, Désert de Corel, Région de Corel) ;
- Final Fantasy VIII (Île Pampa, Désert Kashkabald) ;
- Final Fantasy IX (Plaine de Dona) ;
- Final Fantasy X (Désert de Sanubia) ;
- Final Fantasy X-2 (Grotte des vilains petits Pampas) ;
- Final Fantasy XII (Désert de Dalmasca) ;
- Final Fantasy XIII (Steppe d'Archylte, Mission 54) ;
- Final Fantasy XIV (Thanalan méridional) ;
- Final Fantasy XV (Hammerhead).

### Pot Magique
Présent dans un certain nombre d'opus, ce monstre est sans doute l'un des plus singuliers du bestiaire des Final Fantasy. Il ressemble tantôt à un lutin, tantôt à un extra-terrestre, est de petite taille, et vit dans un pot étrange. On le rencontre généralement à la fin du jeu. Il fait partie de ces monstres dont l’intérêt ne réside pas dans le fait de les vaincre simplement. Sans être véritablement un ennemi, il ne vous attaquera pas sauf si vous l’agressez. Si vous décidez d'écouter votre ennemi, vous aurez l'opportunité de tirer parti d'une des plus fameuses astuces de Final Fantasy : le Pot Magique ne cesse, en effet, de demander un Élixir. Bien que l'objet soit rare, il est en général plus intéressant de satisfaire la chose qui réside dans l'urne que de tenter de la battre pour, en fin de compte, ne rien recevoir de spécial. La récompense pour votre générosité sera en effet d'avoir la possibilité de battre l'ennemi qui demeure invincible autrement (ou presque, en fonction des opus). Il donne à l'équipe un très grand nombre de points d'expérience, et de points de capacité (AP pour Final Fantasy VII, PP pour Final Fantasy XII...).
Dans Final Fantasy X, le monstre ne donne pas d'expérience mais sa rencontre est prétexte à un mini-jeu : il faut frapper au bon endroit du pot pour se voir remettre un prix (qui va de la banale Queue de phénix au rare Élixir).
Dans Final Fantasy XI, Il n'est pas indispensable de lui donner un Élixir pour le vaincre, cependant le faire permet de diminuer les statistiques du monstre et de faire en sorte qu'il n'attaque plus vos alliés mais fuie sans cesse. Quand tel est le cas, vous avez alors tout le loisir de récupérer votre Élixir en le volant au monstre.
Croisé dans :
- Final Fantasy V ;
- Final Fantasy VI (Tour des fanatiques) ;
- Final Fantasy VII (Cractère Nord) ;
- Final Fantasy X (Grotte du priant volé) ;
- Final Fantasy XII (Fondations du Phare).

### Tomberry
Le Tomberry est un petit monstre vert vêtu d'une toge marron, d'une lanterne et d'un couteau. C'est l'un des monstres récurrents de la série, et donc particulièrement représentatif. Il apparaît notamment dans la grotte de Sephiroth dans Final Fantasy VII, puis dans Final Fantasy VIII en tant que monstre et G-Force : Tomberry Sr est le chef des monstres Tomberry Jr. Ses pouvoirs dépassent donc de très loin les leurs. Il a également plusieurs capacités qui facilitent le commerce (Souk permet la réduction des prix en boutique, Sentier permet de revendre plus cher les objets, etc.). Il s'agit donc d'une G-Force très utile, bien que difficile à obtenir. Dans Final Fantasy IX, les héros croiseront Tomberry lors de leur exploration du château d'Ypsen, où le combat contre ces monstres s'apparentera à une course contre la montre. En effet Tomberry se contentera d'avancer au fur et à mesure des tours sans répondre aux différentes attaques assénées par l'équipe, jusqu'à parvenir à eux et délivrer une attaque bien souvent mortelle.
Dans Final Fantasy X, Tomberry est un des monstres présent dans la grotte de la vallée, la grotte où l'on trouve la chimère Yojimbo. On le trouve aussi dans les ruines d'Omega, où il répond au nom de Tomberry Nion. Enfin, on peut aussi combattre Don Tomberry au centre d'entraînement de la plaine Félicité, une fois que tous les monstres de la grotte de la vallée ont été capturés.                     
Dans Final Fantasy X-2, les héroïnes pourront rencontrer Tomberry au cours de la traversée de la route des Mycorocs. De plus, dans ce même jeu, Tomberry apparaît aussi dans le Via Infinito, un donjon optionnel du jeu, où il sera présent à chaque niveau. Dans Final Fantasy XII, il s'agit du nom d'un chasseur rémora qui est affronté au début du jeu.
On peut noter le symbolisme de la mort très présent à travers ce personnage, petit, portant une toge marron (à l'instar des nombreuses représentations de la mort avec une cape noire et une faux) et une petite lanterne qu'il balance indolemment; de plus, le Tomberry de Final Fantasy VII peut tuer un personnage en un seul coup de couteau, et ce quel que soit le personnage. Il a en outre la particularité d'apparaître souvent dans des endroits reculés et souvent très glauques, ce qui renforce le caractère mystique de la créature.
Croisé dans :
- Final Fantasy V (Mondes réunis, chutes d'Istory) ;
- Final Fantasy VI (Grotte sous Figaro);
- Final Fantasy VII (Cratère Nord) ;
- Final Fantasy VIII (Ruines de Centra) ;
- Final Fantasy IX (Château d'Ypsen) ;
- Final Fantasy X (Grotte du priant volé) ;
- Final Fantasy X-2 (Route des Mycorocs, Via Infinito, déguisement de la vetisphère Mascotte) ;
- Final Fantasy XIII (Mission 41) ;
- Final Fantasy XIV ;
- Final Fantasy XV.